# 이임수
이임수(1942년 ~ )는 대한민국의 법조인이다. 또한 2006년에는 대한변호사협회에 의해 헌법재판소장 후보에 추천되었으며, 2007년에는 정몽구 현대자동차그룹 회장이 구속되자 변호인으로 선임되었다.